# SCSMTコールハープル-プネー・ヴァンデ・バーラト急行
SCSMTコールハープル-プネー・ヴァンデ・バーラト急行（英語: SCSMT Kolhapur–Pune Vande Bharat Express）は、インドの急行列車であるヴァンデ・バーラト急行の1つ。コールハープルとプネーを結ぶ列車で、2024年から営業運転を開始した。

## 概要
コールハープルのシュリー・チャトラパティ・シャーフー・マハーラージ・ターミナス・コールハープル駅（SCSMTコールハープル駅）とプネーのプネー・ジャンクション駅の間、326 kmを結ぶヴァンデ・バーラト急行。2024年9月16日に開通式が実施され、9月18日から本格的な営業運転を開始した。
使用する8両編成の列車をSSSフッバッリ-プネー・ヴァンデ・バーラト急行と共有している関係から運行頻度は週3日で、プネー方面（20673列車）は月曜日・木曜日・土曜日に、コールハープル方面（20674列車）は水曜日・金曜日・日曜日に運行する。線形条件により営業最高速度は110 km/hに制限されているが、従来の列車よりも加速度を向上させる事による所要時間の短縮が図られている。